# Шаванн, Александр Сезар
Алекса́ндр Сеза́р Шава́нн (фр. Alexandre César Chavannes; 30 июля 1731, Монтрё — 2 мая 1800, Лозанна) — швейцарский богослов.

## Происхождение и семья
Сын пастора из Монтрё Сезара Шованна и Луиз Кормо. Никогда не был женат.

## Биография
Протестант. С 1742 по 1748 годы изучал философию и теологию в Лозаннской академии. В 1753 году принял сан. С 1759 года викарий, а с 1763 года — пастор французской церкви в Базеле, где был дружен с семьёй Бернулли. С 1766 года — профессор Лозаннской академии. С 1770 по 1780 годы — один из четырёх основных авторов «Ивердонской энциклопедии», в которую он написал 276 статей и 37 дополнений к статьям по теологии и церковной истории. Способствовал отходу от традиционных кальвинистских концепций, сторонник исторической и эмпирической антропологии, которая включала в себя педагогическую составляющую — образование индивида должно было следовать по пути, аналогичному развитию человечества в его культурном развитии.

## Сочинения
- «Essai sur l’èducation intellectuelle» (с фр. — «Эссе об интеллектуальном образовании», 1789)[3].
- «Anthropologie ou science générale de l’homme» (с фр. — «Антропология, или общая наука о человеке», 1799)[1][3].